# Impuros
Impuros (conocida anteriormente como Ouro Branco) es una serie de televisión brasileña original de Fox Premium realizada y producida en Brasil. La serie es dirigida por Tomás Portella y René Sampaio. La 1° temporada fue estrenada el 19 de octubre de 2018 por la aplicación celular Fox App en internet y por Fox Premium Series en televisión de pago. La segunda temporada fue estrenada el 8 de noviembre de 2019. El 13 de mayo de 2021, se anunció que la tercera temporada de la serie será lanzada exclusivamente en la plataforma de streaming Star+, la mencionada temporada fue estrenada el 31 de agosto.

## Sinopsis
Basada en hechos reales y ambientada en los 90, Impuros narra la historia de Evandro, un joven de la periferia de Río de Janeiro quien luego de entrar al ejército, pierde a su hermano, muerto en medio de una negociación inherente al narcotráfico. Su sed de venganza despertará su lado salvaje y su mente estratégica y frialdad lo pondrán al frente de una de las mayores organizaciones criminales del mundo, al tiempo que su éxito como narco, llamará la atención de Morello, un policía veterano y autodestructivo.
De un lado, un criminal marcado por innumerables pérdidas y traiciones, del otro, un cazador que encontró un león a su altura y que puede darle la muerte honrada que busca desde hace tanto tiempo.

## Reparto
- Raphael Logam como Evandro
- Rui Ricardo como Morello
- Cyria Coentro como Arlete
- André Gonçalves como Salvador
- Fernanda Machado como Andreia
- Flavio Bauraqui como Adilson
- Roco Pitanga como Bruninho Bagdá
- João Vitor Silva como Afonso
- Cadu Favero como Brito
- Peter Brandão  como Hermes
- Sérgio Malheiros como Wilbert
- Leandro Firmino como Gilmar
- Lorena Comparato como Geise
- Gillrray Coutinho como Dr. Burgos
- Vinícius Patrício como Banaio / Juninho
- Karize Brum como Inês
- César Troncoso como Neves
- Jean Pierre Noher como Charles
- Germán Palacios como Arturo Urquiza
- Julieta Zylberberg como Pilar
- Antônio Carlos como Zeca
- Nicolás Furtado como Navarro

## Temporadas
| Temporada | Temporada | Episodios | Episodios | Emisión original      | Emisión original        |
| Temporada | Temporada | Episodios | Episodios | Primera emisión       | Última emisión          |
| --------- | --------- | --------- | --------- | --------------------- | ----------------------- |
|           | 1         | —         | —         | 19 de octubre de 2018 | 21 de diciembre de 2018 |

### Primera temporada
| N.º | Título        | Dirigido por                  | Escrito por                                                                      | Fecha de emisión original |
| --- | ------------- | ----------------------------- | -------------------------------------------------------------------------------- | ------------------------- |
| 1 | «Episodio 1»  | Tomas Portella & René Sampaio | Alexandre Fraga, Gabriela Giffoni, Gabriel María, Rafael Spínola                 | 19 de octubre de 2018     |
| Evandro vive con su madre Arlete. Ella cree que recuperará a su familia una vez que Zeca, su otro hijo, sea liberado del centro de detención juvenil, pero para poder pagar por el aborto de su novia, Zeca vuelve a vender drogas y termina pagando un alto precio por ello.                                     |               |                               |                                                                                  |                           |
| 2 | «Episodio 2»  | Tomas Portella & René Sampaio | Alexandre Fraga, Gabriela Giffoni, Gabriel María, Rafael Spínola                 | 26 de octubre de 2018     |
| Evandro es reclutado para traficar. Él y su mejor amigo Alfonso pronto ganan espacio allí. Alfonso es codicioso y utiliza el dinero del tráfico para beneficiarse con inversiones bancarias. Cuando es descubierto, Evandro está obligado a matarlo.                                                              |               |                               |                                                                                  |                           |
| 3 | «Episodio 3»  | Tomas Portella & René Sampaio | Alexandre Fraga, Gabriela Giffoni, Gabriel María, Rafael Spínola                 | 2 de noviembre de 2018    |
| Bruninho Bagdad, jefe del tráfico en el Parque Royal, arma un plan con el policía civil Britto para llevarse parte del dinero y culpar a Evandro. Morello sigue las pistas de Evandro con perspicacia y empieza a descifrar el ingenio de su rival.                                                               |               |                               |                                                                                  |                           |
| 4 | «Episodio 4»  | Tomas Portella & René Sampaio | Alexandre Fraga, Gabriela Giffoni, Gabriel María, Rafael Spínola                 | 9 de noviembre de 2018    |
| Evandro se convierte en el líder del narcotráfico del Morro do Dendê. Siguiendo de cerca el ascenso del traficante, Morello lidera una peligrosa operación para detener el contrabando de drogas y armas. Arlete encuentra en la Jefatura de Policía a Andreia, posible aliada para salvar a su hijo de sí mismo. |               |                               |                                                                                  |                           |
| 5 | «Episodio 5»  | Tomas Portella & René Sampaio | Alexandre Fraga, Gabriela Giffoni, Gabriel María, Rafael Spínola                 | 16 de noviembre de 2018   |
| En Paraguay, Evandro orquesta un sofisticado plan de tráfico internacional y termina descubriendo la cocaína más pura del mercado: el "oro blanco". Sintiéndose culpable después de denunciar la ubicación de su hijo, Arlete se distancia de la policía, pero Morello persigue las huellas de Evandro.           |               |                               |                                                                                  |                           |
| 6 | «Episodio 6»  | Tomas Portella & René Sampaio | Alexandre Fraga, Gabriela Giffoni, Gabriel María, Rafael Spínola                 | 23 de noviembre de 2018   |
| En una operación dirigida por Morello para capturar a Evandro, un civil es derribado y suspendido. El negocio en Dendê, ahora comandado por el "oro blanco", se expande y Evandro se consolida como uno de los mayores capos de la droga en la ciudad, poniendo en riesgo a su familia.                           |               |                               |                                                                                  |                           |
| 7 | «Episodio 7»  | Tomas Portella & René Sampaio | Alexandre Fraga, Gabriela Giffoni, Gabriel María, Rafael Spínola                 | 30 de noviembre de 2018   |
| Morello ejecuta una operación en donde Dendê y Arlete terminan secuestrados por Brito. Seguro de que Morello está detrás del secuestro, Evandro se arriesgará a un ataque de represalia que cambiará la vida del policía.                                                                                         |               |                               |                                                                                  |                           |
| 8 | «Episodio 8»  | Tomas Portella & René Sampaio | Alexandre Fraga, Gabriela Giffoni, Gabriel María, Rafael Spínola                 | 7 de diciembre de 2018    |
| La violenta muerte de Britto repercute en el Morro y Geise decide proteger a Airton del cruel ambiente. En medio de la persecución de Evandro, Morello intenta cuidar a su hija. Evandro está cada vez más paranoico respecto a las personas a su alrededor.                                                      |               |                               |                                                                                  |                           |
| 9 | «Episodio 9»  | Tomas Portella & René Sampaio | Alexandre Fraga, Gabriela Giffoni, Gabriel María, Tomas Portella, Rafael Spínola | 14 de diciembre de 2018   |
| El despiadado asesinato de Charles resuena en todo el mundo. Morello tiene luz verde para cazar a Evandro. Sin el apoyo del Comando de Tráfico, Evandro huye a Bolivia, pero para establecerse en el país tendrá que tratar con los hermanos Urquiza.                                                             |               |                               |                                                                                  |                           |
| 10 | «Episodio 10» | Tomas Portella & René Sampaio | Alexandre Fraga, Gabriela Giffoni, Gabriel María, Tomas Portella, Rafael Spínola | 21 de diciembre de 2018   |
| Bruninho Bagdá y Salvador lideran una rebelión. Evandro intenta establecerse en Bolivia con la ayuda de los hermanos Urquiza. En una operación extraordinaria, Morello va hasta el final para arrestarlo. Un viejo amigo reaparece.                                                                               |               |                               |                                                                                  |                           |

### Segunda temporada
| N.º                                                                                                  | Título        | Dirigido por                  | Escrito por                                                                      | Fecha de emisión original |
| --- | ------------- | ----------------------------- | -------------------------------------------------------------------------------- | ------------------------- |
| 11                                                                                                   | «Episodio 1»  | Tomas Portella & René Sampaio | Alexandre Fraga, Gabriela Giffoni, Gabriel María, Rafael Spínola                 | 19 de octubre de 2018     |
| Encarcelado, Evandro sufre humillaciones, y Morello se enfrenta con el vacío al final de su cacería. |               |                               |                                                                                  |                           |
| 12                                                                                                   | «Episodio 2»  | Tomas Portella & René Sampaio | Alexandre Fraga, Gabriela Giffoni, Gabriel María, Rafael Spínola                 | 26 de octubre de 2018     |
| Morello es llevado a rehabilitación; Geise aparece embarazada, y Evandro intenta volver al comando.  |               |                               |                                                                                  |                           |
| 13                                                                                                   | «Episodio 3»  | Tomas Portella & René Sampaio | Alexandre Fraga, Gabriela Giffoni, Gabriel María, Rafael Spínola                 | 2 de noviembre de 2018    |
| Morello enfrenta sus demonios, Inés se involucra con las drogas.                                     |               |                               |                                                                                  |                           |
| 14                                                                                                   | «Episodio 4»  | Tomas Portella & René Sampaio | Alexandre Fraga, Gabriela Giffoni, Gabriel María, Rafael Spínola                 | 9 de noviembre de 2018    |
| Evandro escapa de la cárcel y vuelve a Dende, por lo que Morello debe volver a la caza.              |               |                               |                                                                                  |                           |
| 15                                                                                                   | «Episodio 5»  | Tomas Portella & René Sampaio | Alexandre Fraga, Gabriela Giffoni, Gabriel María, Rafael Spínola                 | 16 de noviembre de 2018   |
| Evandro logra reunir a su familia y descubre que será padre. Además, Morello sospecha de su hija.    |               |                               |                                                                                  |                           |
| 16                                                                                                   | «Episodio 6»  | Tomas Portella & René Sampaio | Alexandre Fraga, Gabriela Giffoni, Gabriel María, Rafael Spínola                 | 23 de noviembre de 2018   |
| Evandro intenta hacer todo lo posible por ver el nacimiento de su bebé.                              |               |                               |                                                                                  |                           |
| 17                                                                                                   | «Episodio 7»  | Tomas Portella & René Sampaio | Alexandre Fraga, Gabriela Giffoni, Gabriel María, Rafael Spínola                 | 30 de noviembre de 2018   |
| Evandro y Geise reanudan su matrimonio, y Morello descubre una oportunidad para atrapar a Evandro.   |               |                               |                                                                                  |                           |
| 18                                                                                                   | «Episodio 8»  | Tomas Portella & René Sampaio | Alexandre Fraga, Gabriela Giffoni, Gabriel María, Rafael Spínola                 | 7 de diciembre de 2018    |
| Morello salva a Inés de ser arrestada, y luego logra instalar un micrófono oculto en Dende.          |               |                               |                                                                                  |                           |
| 19                                                                                                   | «Episodio 9»  | Tomas Portella & René Sampaio | Alexandre Fraga, Gabriela Giffoni, Gabriel María, Tomas Portella, Rafael Spínola | 14 de diciembre de 2018   |
| Evandro negocia con los Urquiza al perder un cargamento, pero los hermanos descubren su laboratorio. |               |                               |                                                                                  |                           |
| 20                                                                                                   | «Episodio 10» | Tomas Portella & René Sampaio | Alexandre Fraga, Gabriela Giffoni, Gabriel María, Tomas Portella, Rafael Spínola | 21 de diciembre de 2018   |
| Evandro y Gilmar deben deshacerse de unos cuerpos, e Inés huye en busca de cocaína.                  |               |                               |                                                                                  |                           |

### Tercera temporada
| N.º                                                                                                  | Título        | Dirigido por                  | Escrito por                                                                                         | Fecha de emisión original |
| --- | ------------- | ----------------------------- | --------------------------------------------------------------------------------------------------- | ------------------------- |
| 21                                                                                                   | «Episodio 1»  | Tomas Portella & René Sampaio | Alexandre Fraga, Debora Guimarães, Gabriel María, Rafael Spínola, Víctor Rodrigues y Tomas Portella | 31 de agosto de 2021      |
| Evandro acorralado, apunta a Geise con una pistola y Geise, a su vez apunta a Arlete con otra.       |               |                               | |                           |
| 22                                                                                                   | «Episodio 2»  | Tomas Portella & René Sampaio | Alexandre Fraga, Debora Guimarães, Gabriel María, Rafael Spínola, Víctor Rodrigues y Tomas Portella | 7 de septiembre de 2021   |
| Morello encuentra por fin a Inés, y Evandro, en peligro debe hacer una promesa a su nuevo enemigo.   |               |                               | |                           |
| 23                                                                                                   | «Episodio 3»  | Tomas Portella & René Sampaio | Alexandre Fraga, Debora Guimarães, Gabriel María, Rafael Spínola, Víctor Rodrigues y Tomas Portella | 14 de septiembre de 2021  |
| Wilbert y Hermes se pelean por el protagonismo en Dende, y Morello intente controlar a su hija Inés. |               |                               | |                           |
| 24                                                                                                   | «Episodio 4»  | Tomas Portella & René Sampaio | Alexandre Fraga, Debora Guimarães, Gabriel María, Rafael Spínola, Víctor Rodrigues y Tomas Portella | 21 de septiembre de 2021  |
| Evandro lleva a cabo su plan de exportación de drogas y Morello se entera de que está en Paraguay.   |               |                               | |                           |
| 25                                                                                                   | «Episodio 5»  | Tomas Portella & René Sampaio | Alexandre Fraga, Debora Guimarães, Gabriel María, Rafael Spínola, Víctor Rodrigues y Tomas Portella | 28 de septiembre de 2021  |
| La muerte de Jorge y su conexión con César Paulo hacen que Morello inicie una nueva investigación.   |               |                               | |                           |
| 26                                                                                                   | «Episodio 6»  | Tomas Portella & René Sampaio | Alexandre Fraga, Debora Guimarães, Gabriel María, Rafael Spínola, Víctor Rodrigues y Tomas Portella | 5 de octubre de 2021      |
| Evandro expande su negocio por América y Morello descubre quién informó su dirección en Bolivia      |               |                               | |                           |
| 27                                                                                                   | «Episodio 7»  | Tomas Portella & René Sampaio | Alexandre Fraga, Debora Guimarães, Gabriel María, Rafael Spínola, Víctor Rodrigues y Tomas Portella | 12 de octubre de 2021     |
| Morello hace un pacto con Afonso, y pretende interceptar el nuevo cargamento de oro blanco.          |               |                               | |                           |
| 28                                                                                                   | «Episodio 8»  | Tomas Portella & René Sampaio | Alexandre Fraga, Debora Guimarães, Gabriel María, Rafael Spínola, Víctor Rodrigues y Tomas Portella | 19 de octubre de 2021     |
| Por él y su familia, Evandro debe tomr una drástica medida y declara la guerra a un nuevo enemigo.   |               |                               | |                           |
| 29                                                                                                   | «Episodio 9»  | Tomas Portella & René Sampaio | Alexandre Fraga, Debora Guimarães, Gabriel María, Rafael Spínola, Víctor Rodrigues y Tomas Portella | 26 de octubre de 2021     |
| Morello encuentra a Geise y a María, lo que despierta la ira de Evandro, que planea una emboscada.   |               |                               | |                           |
| 30                                                                                                   | «Episodio 10» | Tomas Portella & René Sampaio | Alexandre Fraga, Debora Guimarães, Gabriel María, Rafael Spínola, Víctor Rodrigues y Tomas Portella | 2 de noviembre de 2021    |
| Afonso e Inés vengan la muerte de su madre de ella y atentan contra la vida de Wilbert.              |               |                               | |                           |

## Producción

### Desarrollo
La serie estará dirigida por René Sampaio y Tomás Portella, y está protagonizada por actores de renombre, como Raphael Logam, Rui Ricardo, Cyria Coentro, André Gonçalves y Fernanda Machado. La serie cuenta con la producción de Barry Company, está compuesta por 10 episodios de una hora y su estreno se prevé para 2018 en FOX Premium y en el acceso Premium de la App de Fox.

### Filmación
El rodaje de Ouro Branco se extenderá por dos meses y tiene lugar en distintas locaciones en Río de Janeiro y escenas rodadas en Uruguay.

## Lanzamiento
La serie su primer tráiler, el 30 de agosto de 2018, en el canal de Fox Premium Brasil en YouTube. Otro se lanzó el 20 de septiembre de 2018.